# 4: The Remix
4: The Remix é um extended play (EP) de remisturas da cantora e compositora norte-americana Beyoncé, distribuído em diversas plataformas digitais pela editora discográfica Columbia a partir de 24 de abril de 2012. Meses antes do lançamento do projecto, foi aberta uma competição online para a produção de uma remistura de "End of Time", um single da artista que, naquele momento, estava à espera de lançamento. O trabalho vencedor foi o do polonês Radzimir "Jimek" Dębski, escolhido por um painel de júris integrado por seis artistas. 4: The Remix é ainda constituído por cinco outras remisturas de canções de 4 (2011), quarto álbum de estúdio de Beyoncé. Além de Jimek, Dave Audé, Isa Machine, Lars B, DJ Escape, Tony Coluccio, e o duo WAWA foram os responsáveis pela produção e arranjos das suas faixas.
No Reino Unido, o EP estreou dentro das trinta melhores posições da tabela de álbuns de R&B, alcançando um sucesso ainda maior no país natal de Beyoncé, onde alcançou o pico dentro das quinze melhores posições da tabela de álbuns de música dance e eletrônica.

## Antecedentes e concepção

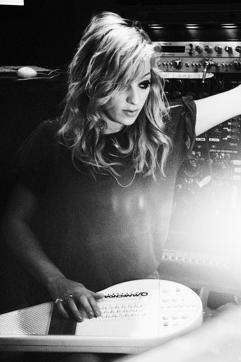
Isabella Summers foi uma dos júris da competição.

No dia 8 de fevereiro de 2012, foi anunciado através do site oficial de Knowles e de um comunicado de imprensa emitido pelas distribuidoras fonográficas Parkwood Entertainment e Columbia Records que a canção "End of Time" seria lançada como o quinto e último single do quarto álbum de estúdio da cantora, 4 (2011). Precedente ao lançamento do single, foi aberta uma competição de remixes para a música em associação com o site de compartilhamento de áudio SoundCloud, o que permitiu votos do público nos remixes apresentados pelos participantes, que tinham que ter no mínimo 18 anos de idade. O concurso foi aberto a participantes de 25 países a partir de 8 de fevereiro a 9 de março de 2012. Segundo o site de Knowles, o vencedor do remix iria ganhar um prêmio em dinheiro no valor de USD 4.000 e o remix seria incluso no próximo lançamento da cantora, que no momento ainda não havia sido especificado.
Mais de duas mil entradas foram enviadas para o SoundCloud até 4 de março de 2012, e no dia seguinte, outro comunicado foi emitido, anunciando os membros do painel internacional do júri para escolher o vencedor da competição. Estes eram: Knowles, a músico britânica Isabella Summers da banda Florence and the Machine, o produtor musical e disc-jockey (DJ) holandês Afrojack, o duo de DJ e equipa de produção polonesa WAWA, o DJ nova-iorquino Jus-ske, e o produtor e compositor premiado com o Óscar Giorgio Moroder. O público votou nos remixes que iam sendo publicados no SoundCloud, e os 50 melhores foram analisados pelo painel do júri; a originalidade, a criatividade e a musicalidade destes 50 remixes foram levados em conta no processo de escolha do vencedor. Em 17 de abril, o polonês Radzimir "Jimek" Dębski foi anunciado como o vencedor em um comunicado de imprensa.

## Lançamento e produção
Em 17 de abril, após a revelação do vencedor do concurso, foi anunciado através de um comunicado de imprensa que Knowles iria lançar um extended play (EP) intitulado 4: The Remix. O trabalho artístico para capa e a data de lançamento norte-americana de 24 de abril de 2012, foram revelados no mesmo dia. O EP foi lançado em lojas digitais na França, Irlanda, Reino Unido, Bélgica, Finlândia, Dinamarca, Austrália, Nova Zelândia, Grécia, Países Baixos, Suécia, Polônia, Malta, Argentina, Colômbia, Brasil, México, Canadá, e Estados Unidos em 23 de abril de 2012 e na Coreia do Sul no dia seguinte.
O álbum é composto por seis remixes de músicas do quarto álbum de estúdio da cantora. O disco abre com o remix de Dave Audé para "Run the World (Girls)", e segue com o de Isa Machine para "Countdown". A terceira faixa é o de Lars B para "Best Thing I Never Had", que é prosseguida pelo do DJ Escape e Tony Coluccio para "Love on Top", e pelo de WAWA "End of Time". A sexta e última faixa é o remix do vencedor JIMEK para também "End of Time".

## Alinhamento de faixas
O disco é composto por seis faixas:
| N.º            | Título                                          | Compositor(es) | Produtor(es)                                                     | Duração |  |
| 1.             | "Run the World (Girls)" (Dave Audé Club Remix)  | Terius Nash, Beyoncé Knowles, Wesley Pentz, David Taylor, Adidja Palmer, Nick van de Wall                           | David Taylor, The-Dream, Beyoncé Knowles*, S. Taylor*, Dave Audé | 8:32    |  |
| 2.             | "Countdown" (Isa Machine Remix)                 | T. Nash, Shea Taylor, B. Knowles, Ester Dean, Cainon Lamb, Julie Frost, Michael Bivins, Nathan Morris, Wanya Morris | B. Knowles, S. Taylor, Lamb, Isa Machine                         | 3:30    |  |
| 3.             | "Best Thing I Never Had" (Lars B Remix)         | Antonio Dixon; Kenneth Edmonds; Larry Griffin, Jr.; B. Knowles; Caleb McCampbell; Patrick Smith; S. Taylor          | B. Knowles, Babyface, Dixon, S. Taylor, S1 & Caleb, Lars B       | 7:10    |  |
| 4.             | "Love on Top" (DJ Escape & Tony Coluccio Remix) | B. Knowles, T. Nash, S. Taylor                                                                                      | B. Knowles, S. Taylor, DJ Escape, Tony Coluccio                  | 8:06    |  |
| 5.             | "End of Time" (WAWA Extended)                   | B. Knowles, Dave Taylor, S. Taylor, T. Nash                                                                         | B. Knowles, The-Dream, Switch, Diplo, WAWA                       | 5:35    |  |
| 6.             | "End of Time" (JIMEK Remix)                     | B. Knowles, D. Taylor, S. Taylor, T. Nash                                                                           | B. Knowles, The-Dream, Switch, Diplo, Radzimir "Jimek" Dębski    | 3:55    |  |
| Duração total: | Duração total:                                  | Duração total: | Duração total:                                                   | 36:51   |  |

- (*) indica co-produtor

## Créditos
Os créditos seguintes foram adaptados do encarte do EP:
| - Beyoncé – vocais principais, composição, letra, produção executiva, produção - Terius "The-Dream" Nash – composição, letra - Thomas "Diplo" Pentz – composição, letra, produção adicional - Dave "Switch" Taylor – composição, letra, produção adicional - Adidja "Vybz Kartel" Palmer – composição, letra - Nick "Afrojack" Wall – composição, letra - Danny Dunlap – baixo adicional, guitarra adicional - Dave Audé – remix adicional, produção - Shea Taylor – composição, letra - Ester Dean – composição, letra - Cainon Lamb – composição, letra - Julie Frost – composição, letra - Michael Bivins – composição, letra - Nathan Morris – composição, letra - Wanya Morris – composição, letra - Peter Hanson – engenharia | - Isa Machine – remix - Kenneth "Babyface" Edmonds – composição, letra - Antonio Dixon – composição, letra - Patrick "j.Que" Smith – composição, letra - Larry Griffin, Jr. – composição, letra - Calleb Mccampbell – composição, letra - Marconi de Morais – rhodes, órgão, baixo, solo - Lars Behrenroth – remix - DJ Escape – remix - Tony Coluccio – remix - Dom Capello – mistura - Wictor Mysliwiec – remix adicional, produção - Michel Bojanowicz – remix adicional, produção - Angelo "Pepe" Skordos – A&R - Bill Coleman – A&R - JIMEK – remix (guitarras, rhodes, engenharia, produção, caixa de ritmos) |

## Desempenho nas paradas musicais
No Reino Unido, 4: The Remix estreou nas paradas UK R&B Chart no número 44 e UK Budget Albums na semana de 5 de maio de 2012. Na publicação de 12 de maio do mesmo ano, o disco estreou no décimo primeiro posto da parada Dance/Electronic Albums e na trigésima posição da Top R&B/Hip Hop Albums, nos Estados Unidos.
| País - Tabela musical (2012)                                       | Melhor posição |
| ------------------------------------------------------------------ | -------------- |
| Estados Unidos - Dance/Electronic Albums (Billboard)               | 11             |
| Estados Unidos - Top R&B/Hip Hop Albums (Billboard)                | 30             |
| Reino Unido - UK R&B Chart (The Official Charts Company)           | 28             |
| Reino Unido - UK Budget Albums Chart (The Official Charts Company) | 44             |

## Histórico de lançamento
| Região         | Data                | Formato          | Distribuidora fonográfica |
| -------------- | ------------------- | ---------------- | ------------------------- |
| Argentina      | 23 de abril de 2012 | Download digital | Columbia Records          |
| Austrália      | 23 de abril de 2012 | Download digital | Columbia Records          |
| Bélgica        | 23 de abril de 2012 | Download digital | Columbia Records          |
| Brasil         | 23 de abril de 2012 | Download digital | Columbia Records          |
| Canadá         | 23 de abril de 2012 | Download digital | Columbia Records          |
| Colômbia       | 23 de abril de 2012 | Download digital | Columbia Records          |
| Dinamarca      | 23 de abril de 2012 | Download digital | Columbia Records          |
| Estados Unidos | 23 de abril de 2012 | Download digital | Columbia Records          |
| Finlândia      | 23 de abril de 2012 | Download digital | Columbia Records          |
| França         | 23 de abril de 2012 | Download digital | Columbia Records          |
| Grécia         | 23 de abril de 2012 | Download digital | Columbia Records          |
| Irlanda        | 23 de abril de 2012 | Download digital | Columbia Records          |
| Malta          | 23 de abril de 2012 | Download digital | Columbia Records          |
| México         | 23 de abril de 2012 | Download digital | Columbia Records          |
| Nova Zelândia  | 23 de abril de 2012 | Download digital | Columbia Records          |
| Países Baixos  | 23 de abril de 2012 | Download digital | Columbia Records          |
| Polónia        | 23 de abril de 2012 | Download digital | Columbia Records          |
| Reino Unido    | 23 de abril de 2012 | Download digital | Columbia Records          |
| Suécia         | 23 de abril de 2012 | Download digital | Columbia Records          |
| Venezuela      | 23 de abril de 2012 | Download digital | Columbia Records          |
| Coreia do Sul  | 27 de abril de 2012 | Download digital | Sony Music Entertainment  |